# Râul Suseni
Râul Suseni este afluent al râului Șușița. 